# Derby (Kansas)
Pour les articles homonymes, voir Derby.
La ville américaine de Derby est située dans le comté de Sedgwick, dans l’État du Kansas. Elle comptait 22 158 habitants lors du recensement de 2010.

## Patrimoine architectural
- Église Sainte-Marie (catholique)